# セントチャールズ・アベニュー

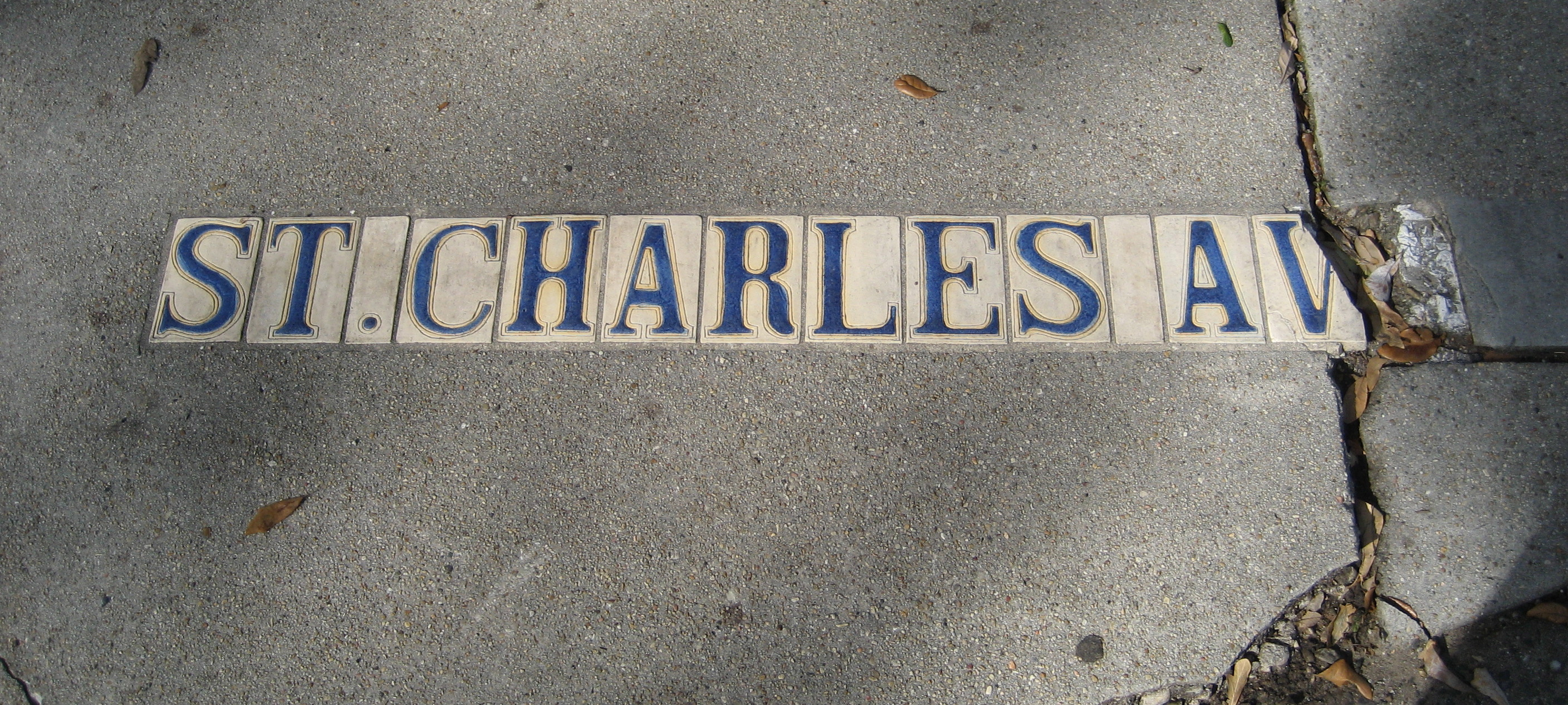
19世紀に造られた歩道の表示タイル

セントチャールズ・アベニュー (St. Charles Avenue) は、アメリカ合衆国ルイジアナ州ニューオーリンズ市内を走る大通りである。通りに沿って走るセントチャールズ路面電車 (St. Charles Streetcar Line)は世界的にもよく知られている。また、木々の生い茂るアップタウン地域の沿道には、数多くの邸宅が立ち並び、その景観もニューオーリンズの見どころに挙げられる。

## 概要
ミシシッピ川に平行した方向に走っている通りの下流側の端は、カナル・ストリートに接しており、その向かい側はフレンチ・クオーターである。フレンチ・クオーター側では、通りはロイヤル・ストリートとなって続いている。カナル・ストリートを出発点として、ニューオーリンズの中心業務地区を抜け、アップタウン地域を曲がりくねったミシシッピ川に沿う形で走る。キャロルトン地域に入り、キャロルトン・アベニューを1ブロック越えたリーク・ストリート/リバー・ロードまで続いている。終着点はミシシッピ川の堤防接している。
カナル・ストリートからリー・サークル (Lee Circle)までの区間は2車線の一方通行で、そのうち1車線は路面電車の優先レーンとなっている。リー・サークルからルイジアナ・アベニューまでの区間は、両方向2車線ずつとなっており、芝生の生えた中央分離帯 (地元ではneutral ground=中立地帯と呼ばれる) に路面電車の線路が2つ走っている。ルイジアナ・アベニューからキャロルトン・アベニューまでは両方向1車線ずつで、中央分離帯に路面電車が走る。路面電車はキャロルトン・アベニューとの交差点で内陸側に右折するが、通り自体はまっすぐリバー・ロードまで続いている。

## 歴史

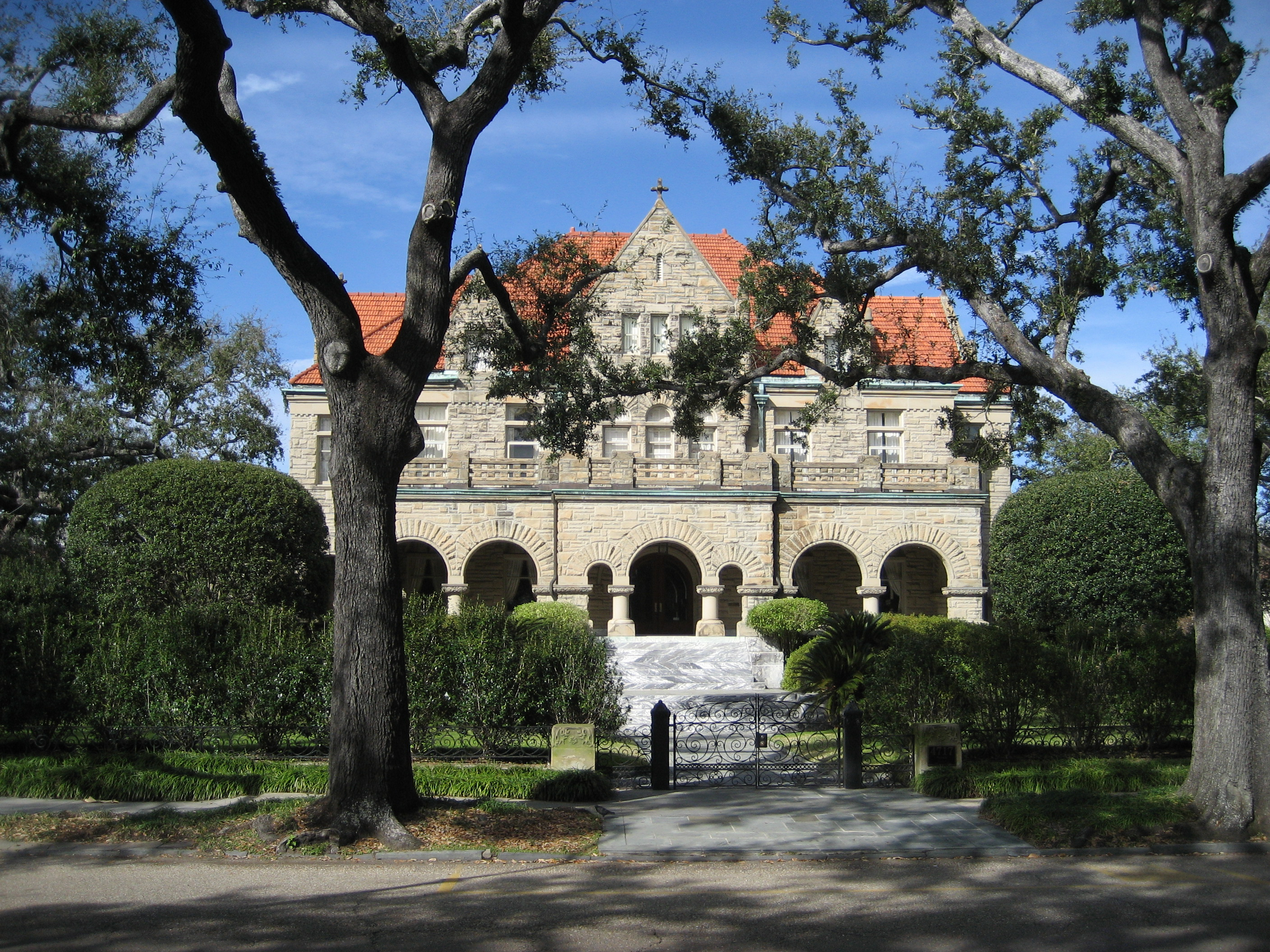
セントチャールズ・アベニュー沿いの邸宅

19世紀前半には、リー・サークル (当時は「チボリ・サークル (Tivoli Circle)」と呼ばれていた) から上流の部分は、「ニェイズ・ストリート (Nyades Street)」の名称で知られていた。
セントチャールズ・アベニューは、のちにセントチャールズ路面電車となる「ニューオーリンズ・アンド・キャロルトン鉄道」の建設計画に伴い、古い堤防の跡に沿って造られた。
公共交通機関が中央に位置するこの通りの存在により、アップタウン地域は開発が進んだ。20世紀の初頭に至るまで、通り沿いには富裕層の邸宅が建設され続けた。
この地域は歴史的保存区域に指定されたが、指定される以前の20世紀の半ばから後半にかけて、老朽化した邸宅の多くが取り壊されてしまった。古い邸宅の多くがアパート、分譲マンションに小分けする改装が施されたり、あるいは事務所、小規模なホテル、図書館などに使われたりしているが、未だに単独の私邸として利用され続けているものもある。
1999年の初めに、ニューオーリンズ警察が通り沿いとその北側の地域の治安改善策を取った結果、麻薬取引はこの地域からなくなり、セントラル・シティ地域まで後退した。
2005年のハリケーン・カトリーナによる堤防の決壊時も、セントチャールズ・アベニューとアップタウンのミシシッピ川に近い地域は、大きな水害は受けなかった。